# Trinummus
Trinummus est une pièce de l'auteur comique latin Plaute. Elle est aussi connue en français sous les titres de L’Homme aux trois deniers, Les Trois Deniers ou Les Trois Écus. Elle est basée sur la pièce du poète et auteur grec Philémon intitulée Θησαυρός (Thèsauros) (« Le Trésor »).